# Tell Me That It Isn’t True
Tell Me That It Isn’t True – piosenka skomponowana przez Boba Dylana, nagrana przez niego w lutym 1969 i wydana na albumie Nashville Skyline w kwietniu 1969 r.

## Historia i charakter utworu
Utwór ten został nagrany na drugiej sesji do albumu 14 lutego 1969 r. Plonem tej sesji były także: "Peggy Day", "Country Pie" oraz "Lay Lady Lay" (powtórnie, po nieudanych próbach na sesji pierwszej).
Jest to prosta kompozycja o zdradzie – ten temat interesował Dylana w tym okresie najbardziej. Utwór ten utrzymany jest w konwencji piosenek Elvisa Presleya.
Piosenka ta wywołała spekulacje, czy jest to po prostu tylko utwór zamieszczony na płycie, czy jej treść ma także jakieś odniesienia do życia Dylana.

## Wykonania piosenki przez Dylana
Piosenka ta nie była wykonywana przez Dylana na koncertach przez ponad 30 lat.
- Po raz pierwszy zaczął ją wykonywać na początku 2000 r. i wykonywał od czasu do czasu do 2004 r.

## Muzycy
- Bob Dylan – gitara, harmonijka, wokal, pianino
- Charlie McCoy – gitara basowa
- Kenneth Buttrey – perkusja
- Pete Drake – elektryczna gitara hawajska
- Norman Blake – gitara
- Charlie Daniels – gitara
- Bob Wilson - pianino